# کمال‌الدین دمیری
کمال‌الدین محمّد دمیری (۱۳۴۴ - ۱۴۰۵) (نسب:محمد بن موسی بن عیسی دَمیری)عالِم قرآن، محدث، فقیه، زبان‌شناس و ادیب مصری بود که بیشتر برای اثرش در جانورشناسی با عنوان حیاة الحیوان الکبری مشهور شده است.